# ژاک ایبر
ژاک ایبر (به فرانسوی: Jacques Ibert) آهنگساز فرانسوی در ۱۵ اوت ۱۸۹۰ در پاریس زاده شد و در ۵ فوریه ۱۹۶۲ در پاریس در گذشت.

## برخی از آثار
- کنسرتو برای ویلنسل و سازهای بادی
- سمفونی کنسرتانت برای ابوا و ارکستر
- سه نوازی برای ویلن، ویلنسل و هارپ
- باله دیان دو پواتیه
- چند موسیقی فیلم از جمله مکبث (اورسن ولز)

## شنیدن آثار
- youtube
- deezer